# Patriziat (Augsburg)
Das Patriziat der Reichsstadt Augsburg, die für den Inneren Rat berechtigten Patrizier-Familien, stellte das eigentliche Machtzentrum der Reichsstadt Augsburg bis zur bayerischen Besetzung im Jahr 1805 dar. Für das Patriziat in Augsburg galt ab 1383 das geburtsständische Prinzip.

## Geschichte

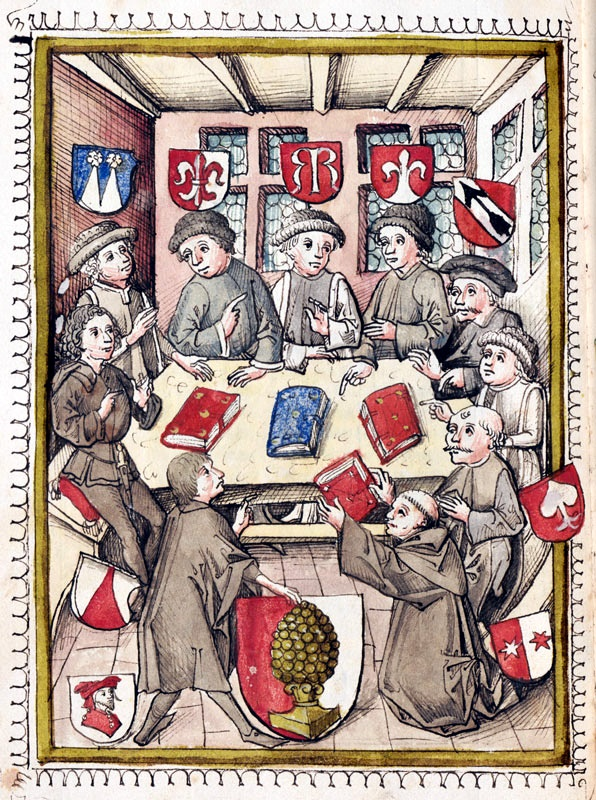
Der Augsburger Rat: Widmungsbild aus Sigismund Meisterlins Augsburger Stadtchronik von 1457.

Als römische Gründung wurde Augsburg im Jahr 294 Hauptstadt der Provinz Raetia secunda. Schon in der Spätantike wurde Augsburg auch Sitz eines Bischofs. Der Einfall der Alamannen 450 und der Zerfall des römischen Reiches führten dazu, dass die Siedlung in den folgenden Jahrhunderten stagnierte. Die Bedeutung Augsburgs wuchs gegen Ende des Frühmittelalters (u. a. Schlacht auf dem Lechfeld) wieder an. Kaiser Friedrich Barbarossa erhob Augsburg im Jahr 1156 offiziell wieder zur Stadt. Die Reichsunmittelbarkeit wurde Augsburg von König Rudolf von Habsburg am 9. März 1276 mit dem Privileg des eigenen Satzungsrechts verliehen, woraufhin das Stadtrecht im Stadtbuch von 1276 zusammengefasst wurde. Die nun ausgeweitete Selbstständigkeit der Stadt Augsburg führte zu heftigen Auseinandersetzungen der Augsburger Bürger mit dem Hochstift Augsburg als weltlichem Herrschaftsbereich des Augsburger Fürstbischofs, die ihren Höhepunkt im 15. Jahrhundert in der Verlagerung der bischöflichen Hauptresidenz nach Dillingen an der Donau fanden.
Mit der Zeit übernahm mehr und mehr eine sozial relativ abgeschlossene Oberschicht (zeitgenössisch „die Geschlechter“ genannt, erst ab dem 17. Jahrhundert als Patrizier bezeichnet) die Herrschaft in der Stadt, was jedoch nicht ohne Auseinandersetzungen ablief. So gab es 1368 einen Aufstand der städtischen Handwerker, der zur Einführung einer Zunftverfassung führte. Die Abschließung des Patriziats zu einem Geburtsstand wurde durch eine Ratssatzung von 1383 festgelegt. Die offene, auf Heirat basierende Struktur des alten Patriziats lebte jedoch in der „Herrenstube“ weiter. Diese gesellschaftliche Korporation, in der Patrizier und durch Heirat stubenfähige Nichtpatrizier („Mehrer“) zusammengeschlossen waren, hatte formal keine politische Funktion, entwickelte sich aber faktisch zu einem wichtigen politischen Entscheidungszentrum. Infolge der geltenden Zunftverfassung und der damit verbundenen Regulierung aller handwerklichen Tätigkeiten stieg vorerst die Macht der Zünfte stetig an. Die Stadt entwickelte sich aufgrund seiner zentralen Lage an alten Fernstraßen z. B. der Via Claudia Augusta, der Via Julia und der Via Imperii zu einer bedeutenden Handelsstadt. Den Höhepunkt dieser Periode stellt die Regierung des Ulrich Schwarz dar, der das Bürgermeisteramt 1469 mit großen politischen Visionen übernommen hatte. Anfangs gelang es ihm unter anderem, den unterrepräsentierten niederen Zünften Mitsprache im Stadtregiment einzuräumen und Augsburg aus der Schuldenfalle zu befreien. Als sich ihm Familien der Herrenstube und des Patriziats entgegenstellten, griff er jedoch zu brutalen Mitteln und ließ an den Brüdern Vittel die Todesstrafe vollstrecken, was zu seinem eigenen Sturz und seiner Hinrichtung 1478 führte.
Luthers Lehren hatten großen Einfluss auf die Stadt. Augsburg gehörte 1529 zu den Vertretern der evangelischen Minderheit beim Reichstag zu Speyer, war aber nicht an der Protestation zu Speyer beteiligt. Die Bürgerschaft forderte die ungehinderte Ausbreitung des evangelischen Glaubens, die auf dem Reichstag zu Augsburg 1530 mit dem Augsburger Bekenntnis von Philipp Melanchthon formuliert wurde. Da das Patriziat auf acht Familien zusammengeschmolzen war und die Wahrnehmung seiner Verfassungsfunktionen gefährdet schien, wurden 1538 durch den Rat der Stadt 39 neue Familien in das Patriziat aufgenommen, unter ihnen die wirtschaftlich inzwischen dominierende, katholische Familie der Fugger. 

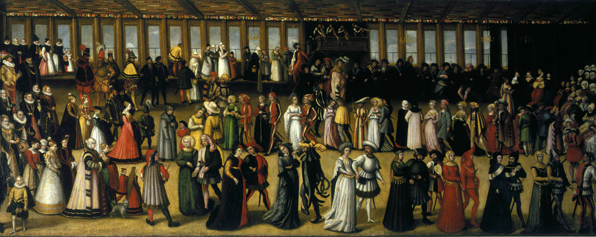
Geschlechtertanz im Tanzhaus von Augsburg (1591)

Bis 1548 war Augsburg eine evangelische Stadt, wie es etwa Nürnberg dauerhaft blieb. Das änderte sich mit der Niederlage der Protestanten im Schmalkaldischen Krieg 1547. Auf Druck des Kaisers Karl V. einigte sich die Stadt mit dem Fürstbischof und dem Augsburger Domkapitel; die Rechte der Katholiken wurden wiederhergestellt. Außerdem veranlasste der Kaiser mit dem Augsburger Interim 1548 die Abschaffung der alten Zunftverfassungen in vielen süddeutschen Reichsstädten, weil er in den Zünften die treibenden Kräfte der Reformation sah. Der kaiserliche Beauftragte Heinrich Has ersetzte sie durch neue, patrizisch dominierte Stadtverfassungen nach dem Vorbild Nürnbergs. In Augsburg erfolgte mit der neuen Regimentsordnung von 1548 die Einsetzung eines 41-köpfigen, mehrheitlich mit Patriziern besetzten Kleinen Rates, der 1555 durch die Aufnahme von vier Nichtpatriziern auf insgesamt 45 Mitglieder aufgestockt wurde. Damit wollte der Kaiser das wirtschaftlich mit seinem Hof verbundene Patriziat und den Anteil der Katholiken am Stadtregiment stärken. Der Große Rat mit ca. 300 Mitgliedern blieb politisch weitgehend machtlos. Die Regimentsordnung Karls V. blieb bis 1806 die Verfassung Augsburgs. Der Augsburger Reichs- und Religionsfrieden 1555 führte zu einem ersten Ausgleich zwischen Katholiken und Protestanten.
Nach 1548 erfolgten Aufnahmen in das Patriziat nun auch aufgrund kaiserlicher Mandate und Empfehlungen, die letzte noch 1802 kurz vor dem Ende der reichsstädtischen Zeit. Einzelne der Patrizierfamilien waren im Inneren Rat mit mehreren Mitgliedern vertreten: das Geschlecht der Rehlinger mit fünf, die Fugger und Welser mit je drei Angehörigen. Während der schwedischen Besetzung 1632 bis 1635 im Dreißigjährigen Krieg wurden die sogenannten „Schwedischen Geschlechter“ in das Patriziat aufgenommen. Im Westfälischen Frieden 1648 wurde die Konfessionelle Parität für Augsburg erneut festgeschrieben: sie durchzog alle administrativen Bereiche Augsburgs. Nicht nur der Stadtrat wurde paritätisch mit Katholiken und Protestanten besetzt, auch jedes Verwaltungsamt, jeder städtische Ausschuss musste zweimal existieren, jeweils für einen Katholiken und einen Protestanten. Durch die Aufnahme von vier evangelischen Familien ins Patriziat erhöhte sich die Zahl der evangelischen Patrizierfamilien auf 13, die der Patrizierfamilien insgesamt auf 28. Eine Dominanz bestimmter Familien ist festzustellen. Jeweils fünf katholische und evangelische Stadtpfleger der Jahre 1648 bis 1805 gehörten zu den Familien Langenmantel bzw. Stetten, deren Amtszeit erstreckte sich insgesamt über 51 bzw. 47 Jahre.
Paul von Stetten wirkte von 1792 bis 1806 als der letzte patrizische Stadtpfleger der Reichsstadt Augsburg. Durch den Friedensvertrag von Pressburg (26. Dezember 1805) verlor Augsburg, das bereits am 21. Dezember von bayerischen Truppen besetzt worden war, die Reichsfreiheit und fiel an das Königreich Bayern.

## Wappen im Siebmacher
Aus Siebmachers Wappenbuch 1605:

Augspurgischer Adeliche Patricii
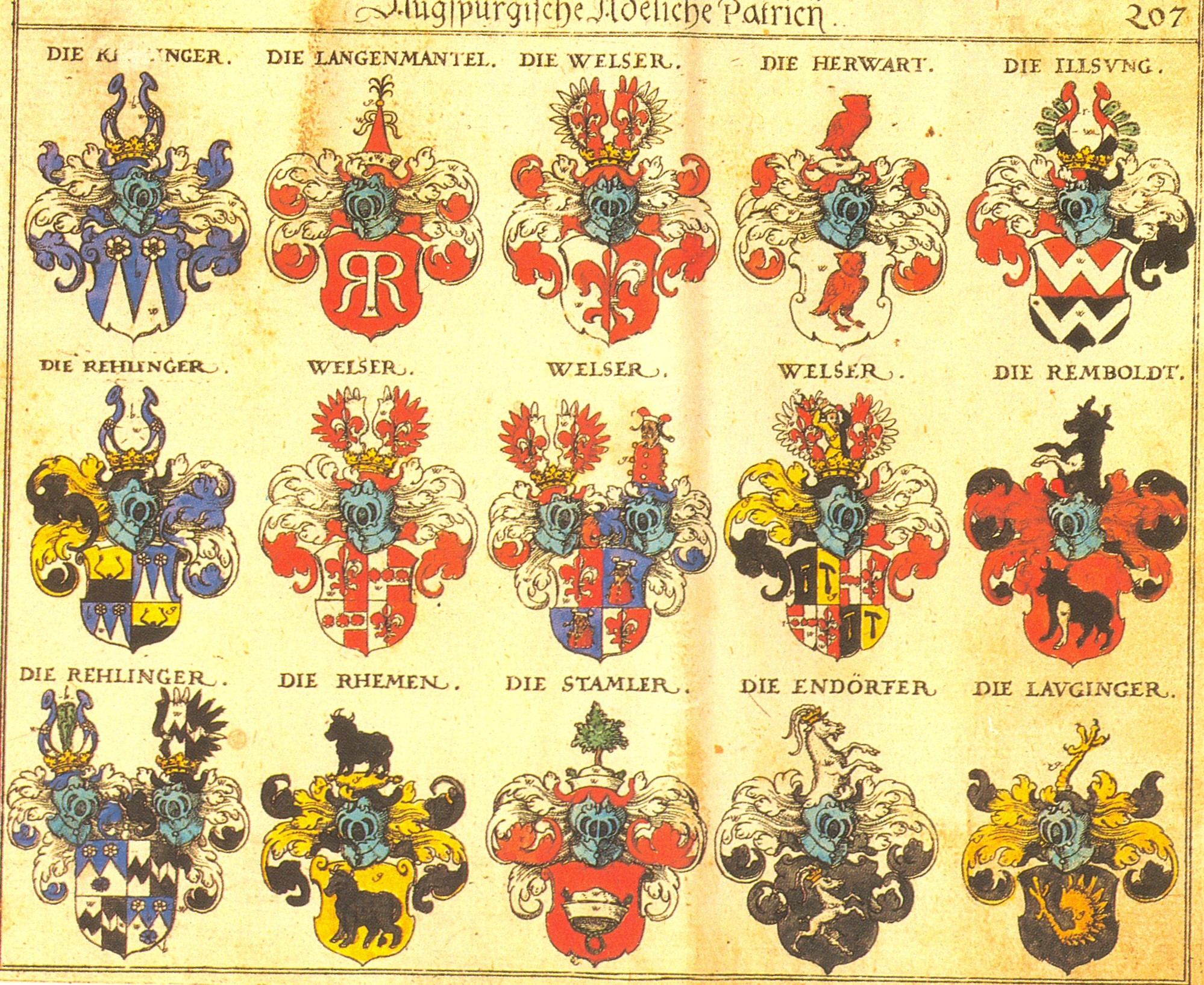
Siebmacher Tafel 207
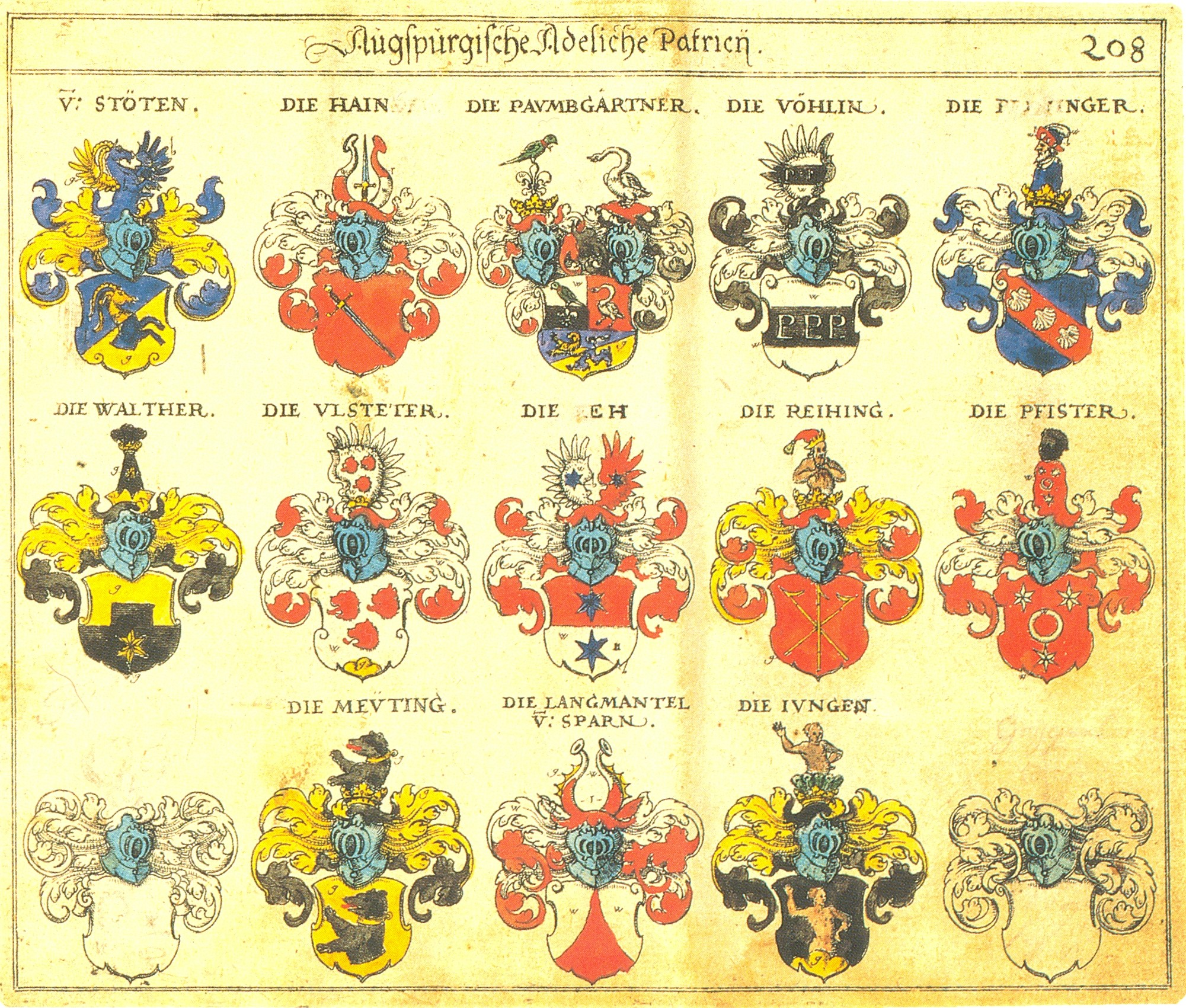
Siebmacher Tafel 208

Augspurgische Erbare Geschlechter
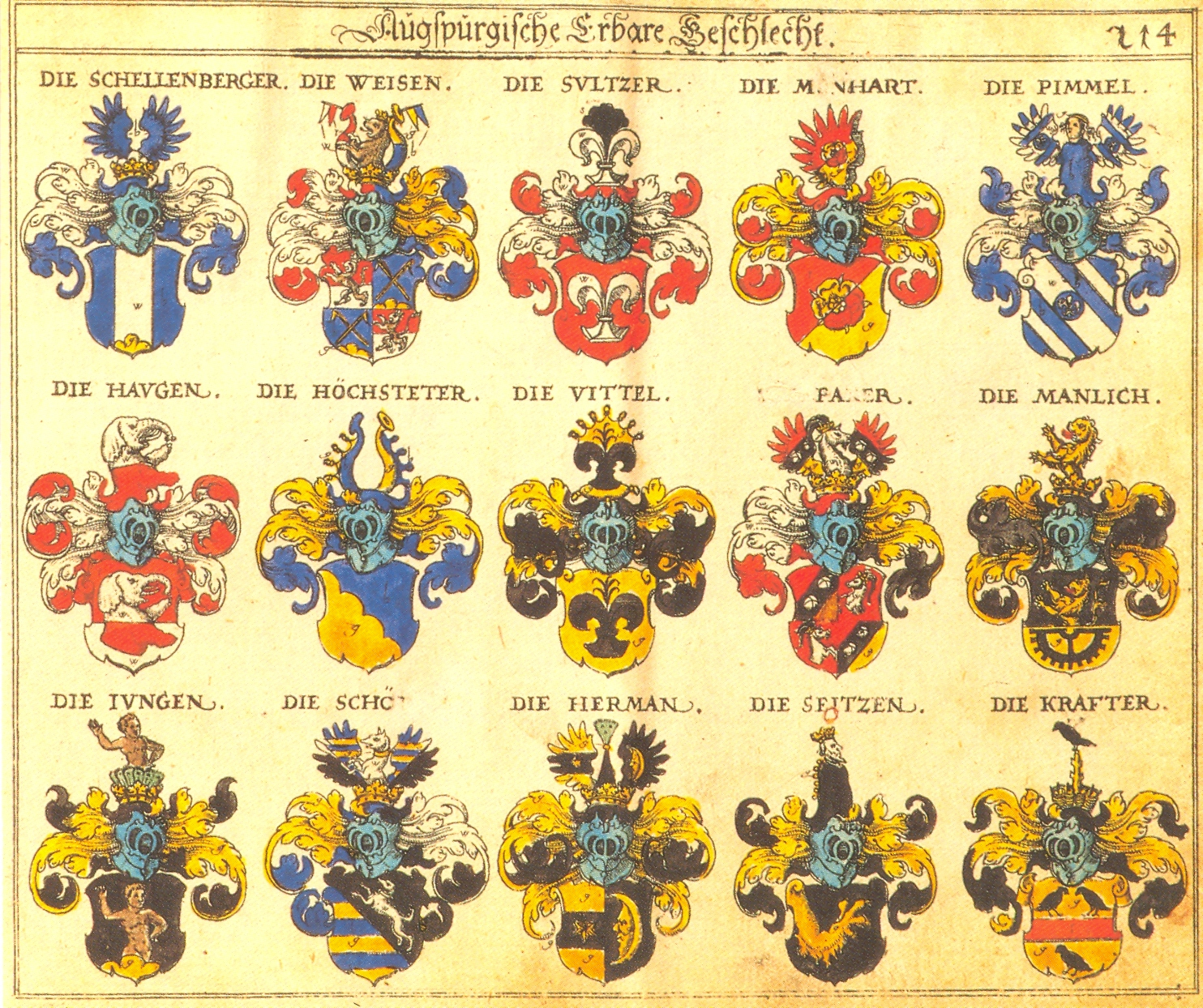
Siebmacher Tafel 214
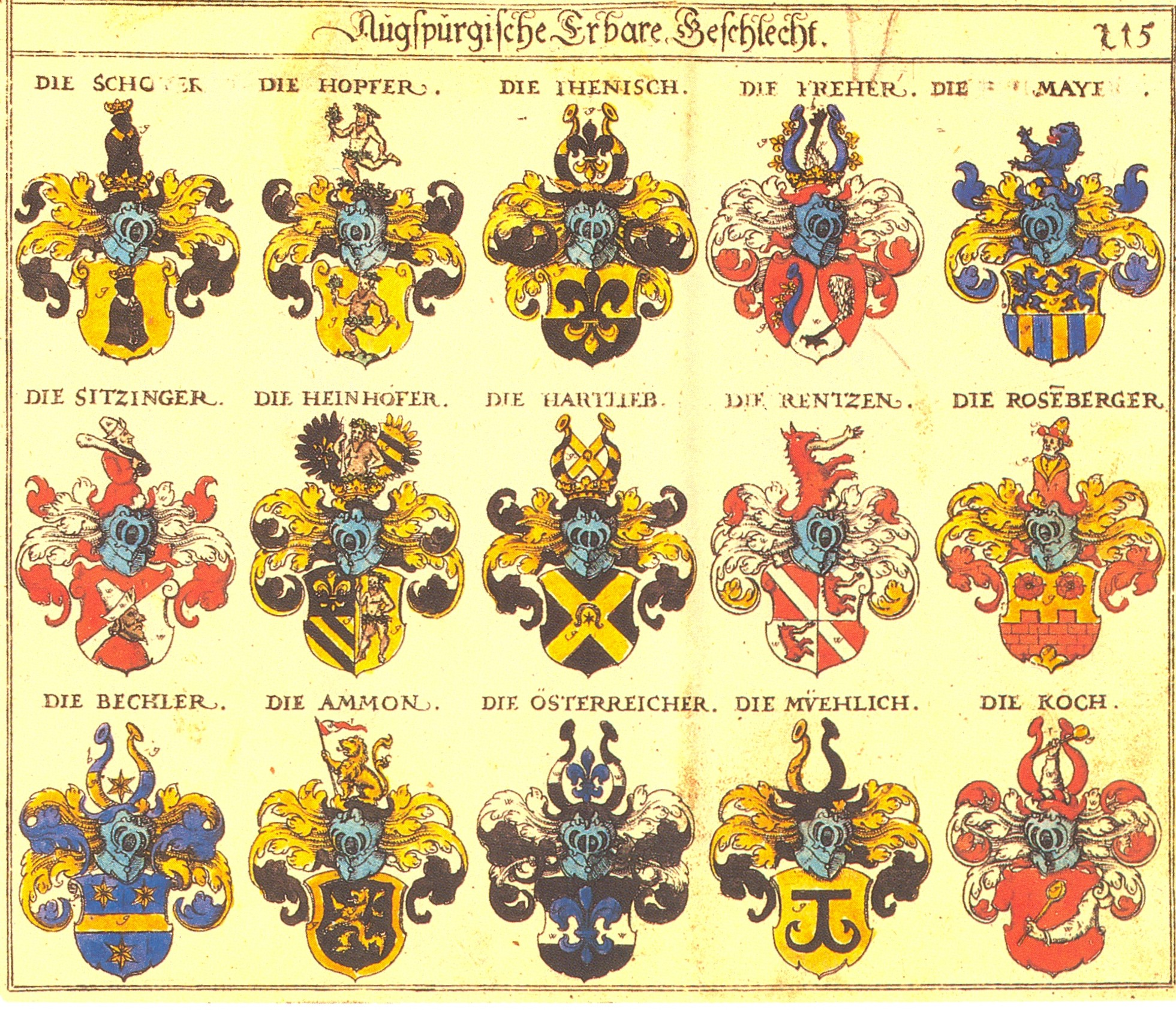
Siebmacher Tafel 215
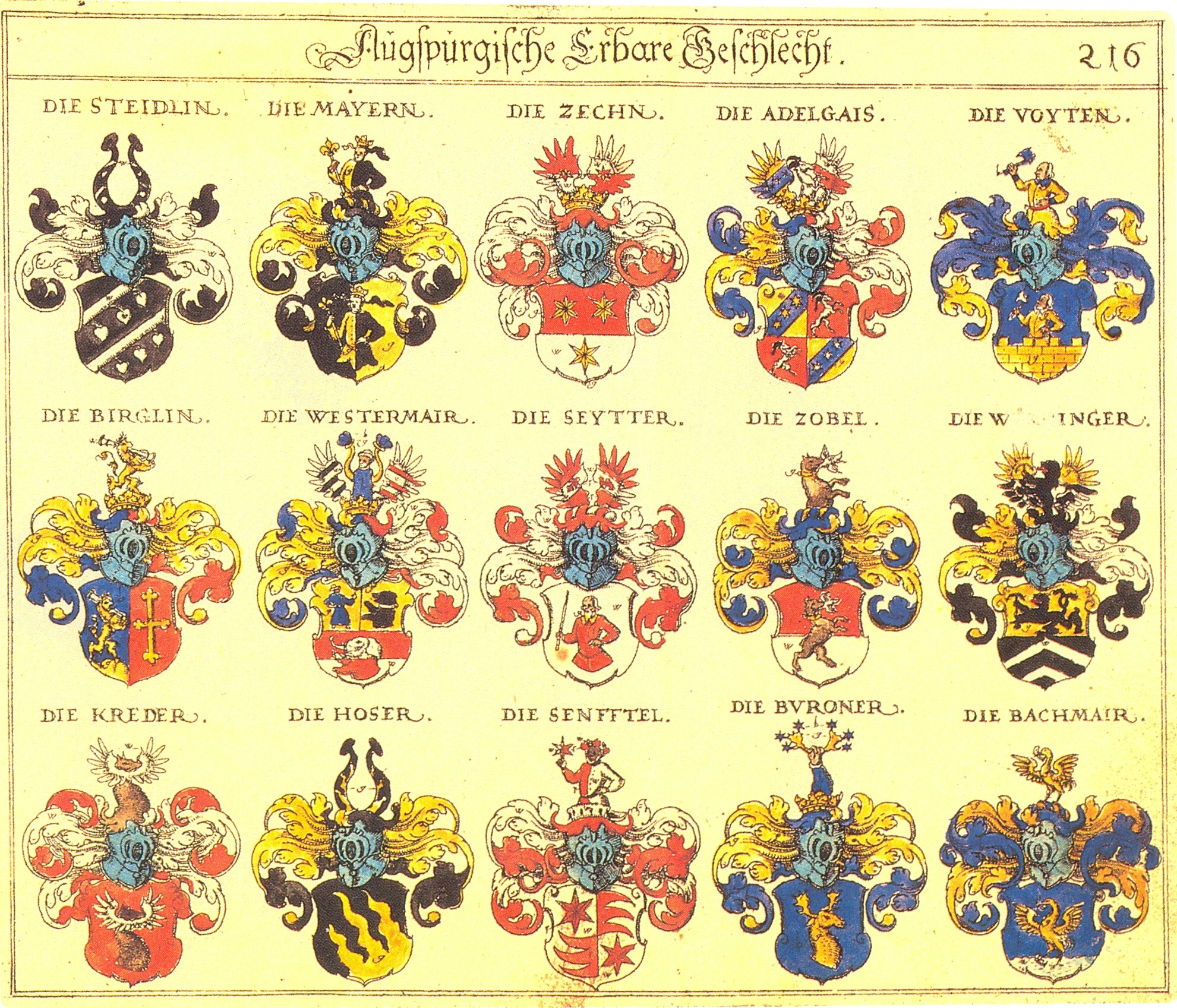
Siebmacher Tafel 216
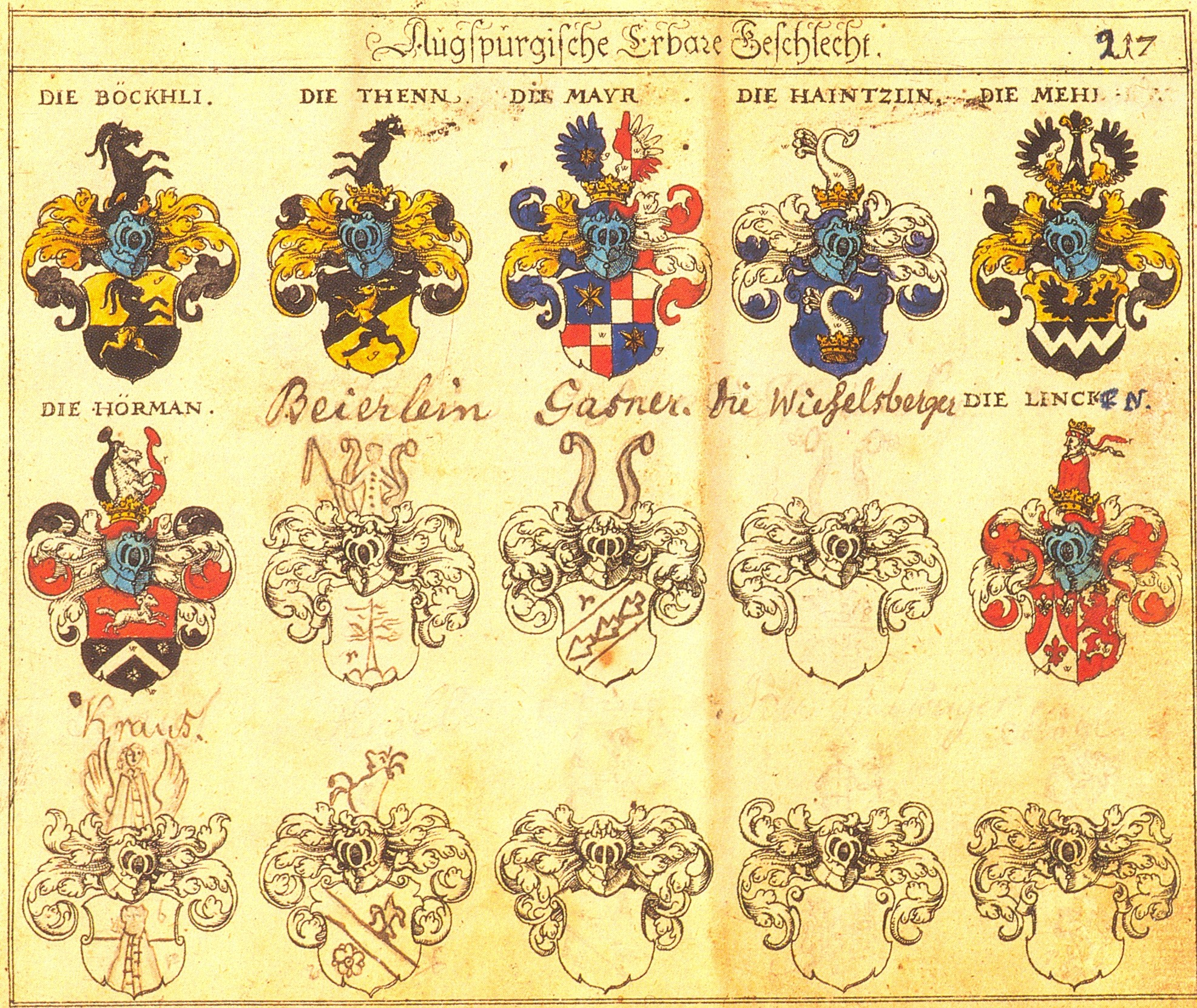
Siebmacher Tafel 217

Die schon 1507 als regierende Reichsgrafen unmittelbar aus dem Bürger- und Kaufmannsstand zu den Reichsständen aufgestiegenen Fugger von der Lilie sind nicht als Patrizier der Reichsstadt aufgeführt.

## Familien
- Alpishofer (auch Alpershofer), 1315–1498 in Augsburg nachweisbar.
- Amman (von Werd), 1649 ins Patriziat aufgenommen, eine führende protestantische Familie.
- Apothecker
- Artzt (auch Arzt, Artzat, Artzet), 1359–1564 in Augsburg nachweisbar, 1538 Aufnahme in das Patriziat.
- Bach, um 1294–1522 in Augsburg nachweisbar.
- Besserer, nur kurz in Augsburg nachweisbar, die schwäbische Patrizierfamilie lebte vor allem in Ulm, Memmingen und Ravensburg.
- Bitschlin, 1294–1404 in Augsburg nachweisbar, stellten im 14. Jahrhundert drei Stadtpfleger.
- Breischuh (auch Preyschuh, Prischuch), Kaufmanns- und Patrizierfamilie, 1336–1392 in Augsburg nachweisbar.
- Breuning, stellte mit Sebastian Breuning einen Weihbischof in Augsburg.
- Buroner, 1497–1728 in Augsburg nachweisbar.
- Conzelmann (auch Konzelmann, Cunzelmann, Chüntzelman), 1346–1498 in Augsburg nachweisbar.
- Cranz, 1366–1406 in Augsburg nachweisbar.
- Dachs, 1283–1398 in Augsburg nachweisbar.
- Dendrich, 1368–1504 in Augsburg nachweisbar, stammt aus dem Handwerk.
- Dettighofer (auch Dettikofer), 1538 Aufnahme in das Patriziat.
- Dillinger, 1264–1404 in Augsburg nachweisbar.
- Ehm (auch Ehem), 1538 Aufnahme in das Patriziat.
- Egen (auch von Argon), 1342–1532 in Augsburg nachweisbar, Zugehörigkeit zum Patriziat unsicher. Herrenstube (Stubenzettel 1416), ab 1442 Reichsadel.
- Eggenberger, 1538 Aufnahme in das Patriziat.
- Endorfer (auch Endorffer), 1538 Aufnahme in das Patriziat.
- Eulenthaler (auch Ulentaler), 1264–1346 in Augsburg nachweisbar.
- Fend
- Fesenmayr
- Fideler

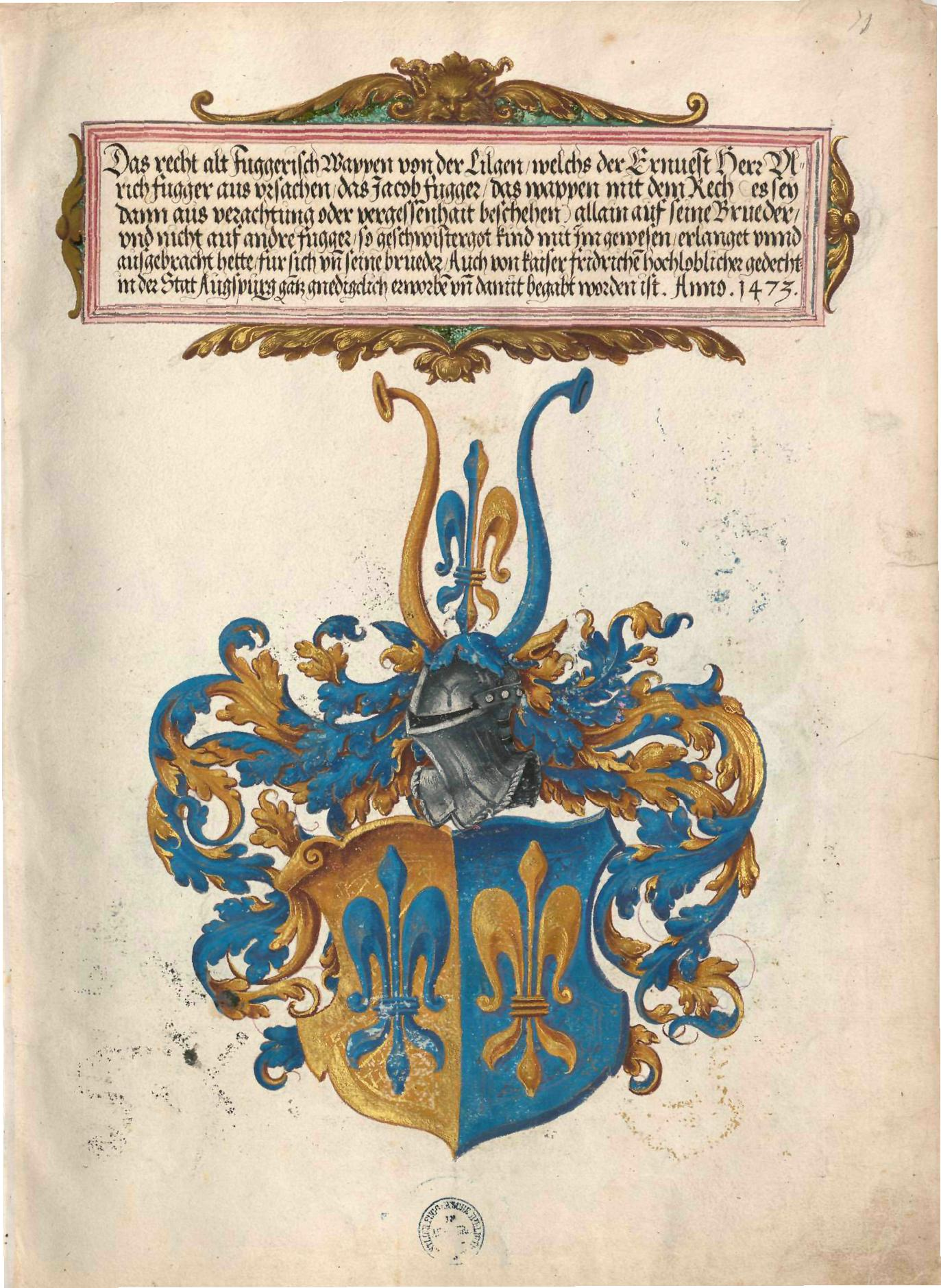
Wappen der Linie Fugger von der Lilie im Ehrenbuch der Fugger, 1545

- Fugger, seit 1367 in Augsburg nachweisbar. Seit 1478 in der Herrenstube, 1511 Reichsadel, 1514 und 1526 Grafenstand (lehensrechtlich für Kirchberg), 1530/35 fakultativer Freiherrnstand (Titelführung ab ca. 1550) und Grafenstand (Titelführung ab ca. 1620), 1538 Aufnahme ins Patriziat, 1803 Reichsfürstenstand (Fugger-Babenhausen).
- von Fullenbach
- Funck, 1538 Aufnahme in das Patriziat.
- von Füßen
- Glaner
- von Goldbach
- Goldochs
- Gollenhofer
- Goßenbrot (auch Gossembrot, Begossenbrot, Gossenbrot), 1327–1500 in Augsburg nachweisbar. 1499 Reichsadel.
- Hainhofer (auch Ainhofer), eines der sogenannten „Schwedischen Geschlechter“. Ende des 17. Jahrhunderts starb die Familie aus.
- Hainzel, 1538 ins Patriziat aufgenommen, Ende des 17. Jahrhunderts starb die Familie aus.
- Halbherr
- Halder, evangelische Bankiersfamilie, 1785 ins Patriziat aufgenommen.
- Haller, 1538 Aufnahme in das Patriziat.
- Hangenohr
- Heel, 1532–1597 in Augsburg nachweisbar. 1532 Herrenstube, 1538 Aufnahme ins Patriziat.
- Heiliggraber
- Hentschel
- Herwarth von Bittenfeld, 1538 eines der acht noch blühenden „alten Geschlechter“.
- Höchstetter, 1518 Reichsadels als Höchstetter von Burgwalden, 1529 Bankrott.
- Hofmeyr (auch Hofmair), 1538 eines der acht noch blühenden „alten Geschlechter“.
- Holl (auch Hel), 1538 Aufnahme in das Patriziat.
- Holzapfel, katholische Patrizierfamilie, im 18. Jahrhundert stark im Geheimen Rat vertreten.
- Honold vom Luchs, ursprünglich aus Kaufbeuren, 1538 Aufnahme in das Patriziat.
- Honold (mit der Taube), ursprünglich aus Kaufbeuren.
- Hopfer, 1590 erblicher Adelsstand, Aufnahme in das Patriziat nicht belegt.
- Hörnlin, 1538 Aufnahme in das Patriziat.
- Hoser, 1432 bis ins 17. Jahrhundert in Augsburg nachweisbar. 1471 kaiserlicher Wappenbrief, seit 1526 Herrenstube, eines der sogenannten „Schwedischen Geschlechter“.
- von Hößlin, evangelische Bankiersfamilie in Augsburg, gelangte 1700 ins Patriziat.
- Hotter
- von Hoy (von Hoie, Hoe) 1296–1456 in Augsburg nachweisbar, 1456 Flucht aus Augsburg wegen Bankrott.
- Hurlocher
- Hurnaus
- Ilsung, 1538 eines der acht noch blühenden „alten Geschlechter“.
- Imhoff, katholische Patrizierfamilie, 1538 Aufnahme in das Patriziat, im 18. Jahrhundert stark im Geheimen Rat vertreten.
- Jenisch , erstmals Mitte des 14. Jahrhunderts in Augsburg nachweisbar, Zweige im 16. und 17. Jahrhundert in Kempten und Memmingen sowie vom 18. bis 20. Jahrhundert in Hamburg.
- Jung, 1538 Aufnahme in das Patriziat.
- Karge
- Keil
- Keller
- Klocker (auch Campanarius, Campanator), 1248–1368 in Augsburg nachweisbar.
- Koch von Gailenbach, 1654 ins Patriziat erhoben.
- Kraft
- von Kuen
- Lang

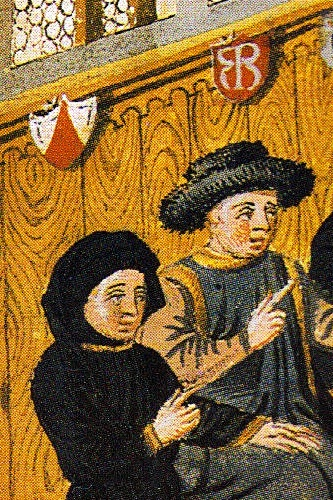
Zwei Augsburger Ratsherren der Familie Langenmantel : Langenmantel vom Sparren links, Langenmantel vom doppelten R rechts (1457)

- Langenmantel („Langenmantel vom doppelten R“), 1538 eines der acht noch blühenden „alten Geschlechter“, seit dem ausgehenden 17. Jahrhundert dominierende Familie unter den katholischen Geschlechtern.
- Langenmantel (vom Sparren), verschwistert mit den „Langenmantel vom doppelten R“, 1538 eines der acht noch blühenden „alten Geschlechter“.
- Lauginger, 1538 Aufnahme in das Patriziat.
- Lieber
- Liebert, 1785 ins Patriziat aufgenommen.
- Luitfried
- Luithold
- May, im Umfeld der Augsburger Welser-Vöhlin-Gesellschaft tätig, Bartholomäus May 1570–1575 Bürgermeister. Sein Enkel Marcus von May († 1643) wurde Mitglied des Stadtgerichts und 1631 Bürgermeister von Augsburg.[5] 1627 Aufnahme zu den edlen und ratsfähigen Geschlechtern.[6]
- Mayr, 1538 Aufnahme in das Patriziat.
- Meuting (auch Meiting, Mütting), seit Mitte des 14. Jahrhunderts bis 1613 in Augsburg nachweisbar, 1538 Aufnahme in das Patriziat.
- Minner (auch Amator), 1235–1483 in Augsburg nachweisbar.
- Mohrenkopf
- Morell, ursprünglich aus Savoyen stammend, im 18. auch im Inneren Rat zu Augsburg.[7]
- Mühleisen
- Münch von Mühringen, evangelische Familie, in den 1730er Jahren in die Reihen der Geschlechter vorgerückt.
- Münzmeister (auch Monetarius de Werdea), aus Donauwörth stammend, 1360–1367 in Augsburg nachweisbar.
- Neidhart, 1407 bis in die 2. Hälfte des 16. Jahrhunderts in Augsburg nachweisbar. 1522 Bürgerrecht und Herrenstube, 1538 Aufnahme in das Patriziat nach Ablehnung 1514.
- Nördlinger, 1318 bis Anfang des 16. Jahrhunderts in Augsburg nachweisbar, Zugehörigkeit zum Patriziat ist nicht sicher belegbar.
- Oestereicher (auch Oestreicher)
- Onsorg (auch Ansorg, Aunsorg), 1311–1486 in Augsburg nachweisbar.
- Paller
- Panwolff

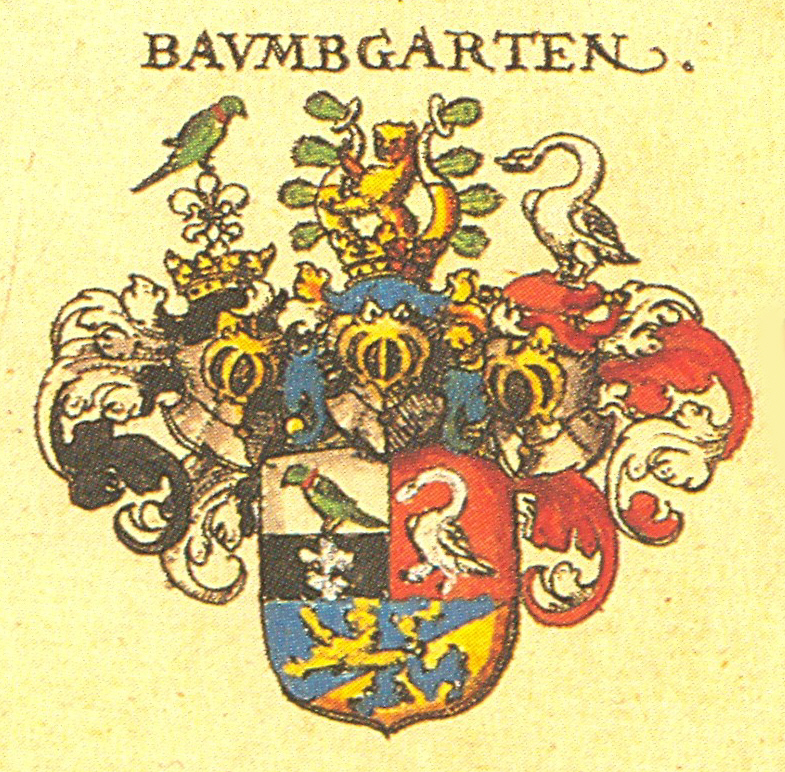
Freiherrliches Wappen der Augsburger Linie Paumgartner (mit Schwan)

- Paumgartner (auch Baumgartner), aus Nürnberg stammend, 1465–1552 in Augsburg nachweisbar, 1538 Aufnahme in das Patriziat.
- Peutinger, 1538 Aufnahme in das Patriziat.
- Pfettner (auch von Pfetten), 1323–1448 in Augsburg nachweisbar.
- Pfister, Familie mit Herkunft aus dem Handwerk, 1538 Aufnahme in das Patriziat.
- von Pflummern, katholische Familie in Augsburg, in den 1730er Jahren in die Reihen der Geschlechter vorgerückt
- Pimmel
- Portner von Augsburg
- von Precht
- Priol, 1302–1397 in Augsburg nachweisbar.
- Rad, Goldschmiedefamilie („Rad und Hösslin“), 1697 Nobilitierung.
- Rappolt, 1334–1420 in Augsburg nachweisbar.
- von Ruffini (auch Rufin oder Ruffin), Joseph Anton von Ruffini wurde 1733 in das Patriziat aufgenommen.
- von Rauner, evangelische Bankiersfamilie in Augsburg, gelangte 1699 ins Patriziat.
- Ravenspurger, 1538 eines der acht noch blühenden „alten Geschlechter“.
- Regel, 1538 Aufnahme in das Patriziat.

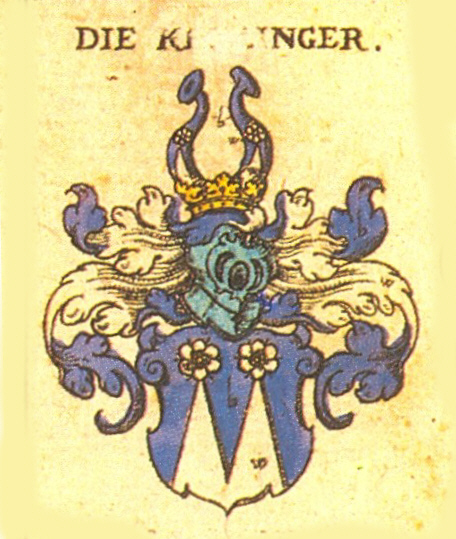
Wappen der Rehlinger nach Johann Siebmacher

- Rehlinger, 1302 bis ins 19. Jahrhundert in Augsburg nachweisbar. 1538 eines der acht noch blühenden „alten Geschlechter“. Als katholische Patrizierfamilie auch noch im 18. Jahrhundert stark im Geheimen Rat vertreten.
- Reinbott
- Rehm (auch Rem, Remen), 1538 Aufnahme in das Patriziat. Als katholische Patrizierfamilie, im 18. Jahrhundert stark im Geheimen Rat vertreten.
- Rembold (auch Renwoldt), 1538 in das Patriziat aufgenommen.
- Renz
- Rephing (auch Reihing, Roeynck, Rühing), 1488 bis Anfang des 17. Jahrhunderts in Augsburg nachweisbar. 1530 Reichsadel, 1538 Aufnahme ins Patriziat.
- von Ritter
- Rischart
- Roth, 1538 Aufnahme in das Patriziat.
- Rudolph, 1538 in das Patriziat aufgenommen.
- Sarnthein (auch Särnthein)

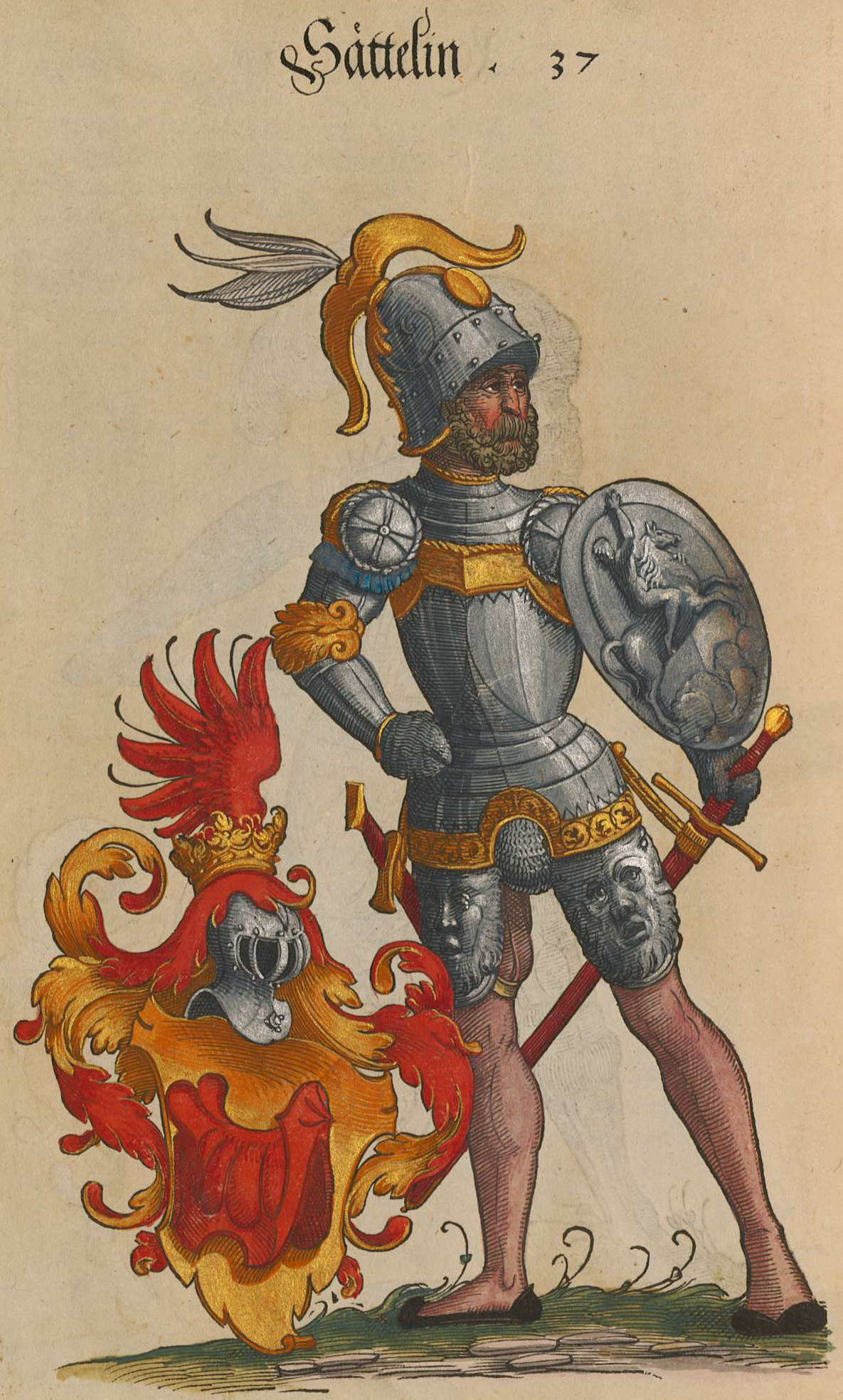
Wappen der Sättelin im Geschlechterbuch der Stadt Augsburg, um 1550

- Sättelin, aus Memmingen stammend, 1538 in das Patriziat aufgenommen.
- Schanternell
- von Scheidlin, evangelische Familie in Augsburg, in den 1730er Jahren in die Reihen der Geschlechter vorgerückt.
- von Scheler
- Schellenberger
- Schiller, 1628 ins Patriziat aufgenommen.
- Schlüßelfelder
- Schmucker, 1538 Aufnahme in das Patriziat.
- Schönecker (auch Schönegger, von Schönegg), 1277–1408 in Augsburg nachweisbar.
- Schöner, 1538 Aufnahme in das Patriziat.
- Schongauer (auch Schongowarius), 1239–1357 in Augsburg nachweisbar, eine gleichnamige Kaufmanns- und Künstlerfamilie ist 1346–1491 in Augsburg nachweisbar.
- von Schnurbein, evangelische Bankiersfamilie in Augsburg, 1706 ins Patriziat aufgenommen.
- Schröter
- Schwarz, evangelische Bankiersfamilie in Augsburg, gelangte in der zweiten Hälfte des 18. Jahrhunderts ins Patriziat.
- von Seyda (auch Seida), katholische Familie in Augsburg, in den 1730er Jahren in die Reihen der Geschlechter vorgerückt.
- Sittichhausen
- Stammler, 1538 Aufnahme in das Patriziat.
- Steininger, 1632 von König Gustav II. Adolf ins Patriziat erhoben.
- Stenglin, während der schwedischen Besatzung (1632–1635) ins Patriziat erhoben.

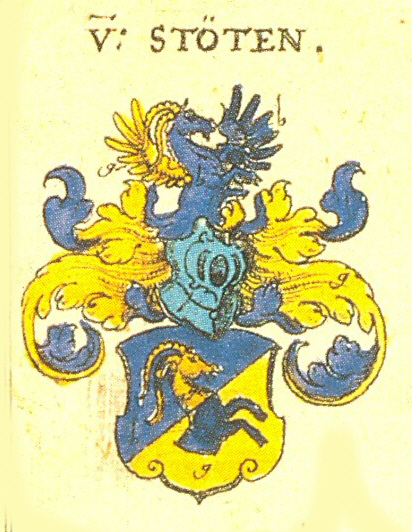
Wappen derer von Stetten nach Johann Siebmacher

- von Stetten (auch von Stöten), 1538 Aufnahme in das Patriziat. Seit dem ausgehenden 17. Jahrhundert dominierende Familie unter den evangelischen Geschlechtern.
- Stolzhirsch, 1233–1421 in Augsburg nachweisbar, eine der mächtigsten Familien des frühen Patriziats.
- Suelman
- Sulzer, 1538 Aufnahme in das Patriziat.
- Thenn
- Tornauer
- Ulschard
- Ulstatt, 1538 Aufnahme in das Patriziat.
- Uelman
- Vetter, „Vetter von der Lilie“ sind 1312–1408 in Augsburg nachweisbar, die „Vetter vom Pantheltier“ sind 1312–1536 in Augsburg nachweisbar.
- Vittel, Gegenspieler von Ulrich Schwarz im 15. Jahrhundert. Johann und sein Bruder Leonhard Vittel starben am 19. April 1477 auf dem Schafott. 1538 Aufnahme in das Patriziat.
- Vögelin, 1270–1483 in Augsburg nachweisbar.
- Vogel, 1538 Aufnahme in das Patriziat.
- Vöhlin (auch Fehlin), aus Memmingen stammend, 1538 Aufnahme in das Patriziat.
- Volkwein/Volckwien
- Walther, 1538 Aufnahme in das Patriziat.
- Wanner
- Weiß
- Weißinger

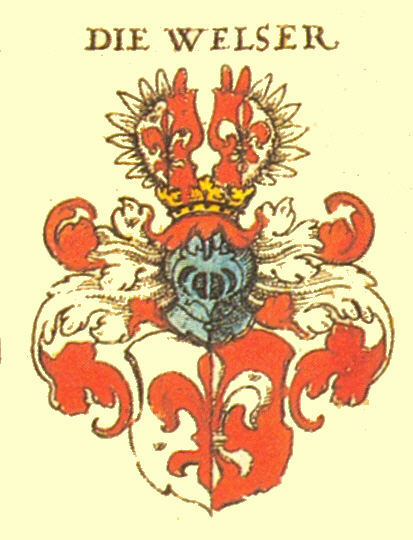
Wappen der Welser nach Johann Siebmacher

- Welser, in Augsburg nachweisbar ab 1246. 1538 eines der acht noch blühenden „alten Geschlechter“. 1532 erfolgte die Erhebung in den Reichsadel, 1567 in den Freiherrnstand.
- Weßisbrunner
- Winkler
- Wolfhart
- Zech
- Zobel, 1559–1689 in Augsburg nachweisbar, 1632–1635 Patriziat (eines der „Schwedischen Geschlechter“), 1649 erneute Aufnahme ins Patriziat.
- Zollrayer

## Forschungskreis
1998 wurde in Augsburg der „Forschungskreis Augsburger Patrizier und verwandte Familien e. V.“ gegründet, in den Nachfahren d. Familien Gullmann, von Herwart, Hoechstetter, von Hößlin, Pemer, von Rad, von Rauner, von Schnurbein, von Stetten und von Süßkind-Schwendi sowie andere geschichtlich Interessierte vertreten sind.